# Brieselang
Brieselang er en by i landkreis Havelland i den tyske delstat Brandenburg.
Kommunen ligger 15 Kilometer vest for Berlin-Spandau ved Berlin Autobahnring, Havelkanalen og jernbanelinjen Berlin-Hamburg i Berliner Urstromtal. Der er 25 km til delstatshovedstaden Potsdam. I umiddelbar nærhed ligger Nymphensee, der er en af de reneste søer i Brandenburg.
- Wikimedia Commons har flere filer relateret til Brieselang